# Sofronía Erdeli
Sofronía Erdeli o Sofronia Erdely, llamada de nacimiento Serafina Erdeli (Ruski Krstur, 10 de agosto de 1884 - La Plata, 14 de octubre de 1961) fue una monja basiliana ucraniana, educadora, fundadora y superiora del monasterio de las Hermanas Basilianas en Argentina, así como Consejera General de la Congregación de las Hermanas de San Basilio Magno en Roma. Es reconocida como Sierva de Dios.

## Primeros años en Europa
Serafina Erdeli nació el 10 de agosto de 1884 en Ruski Krstur, región de Bačka, actualmente en Serbia, en el seno de una familia ucraniana greco-católica. Sus padres fueron Mykola Erdeli y su esposa Yuliana, de soltera Arvai. La familia estaba compuesta por Serafina, cuatro hermanos varones y tres hermanas. En el año 1900 Serafina viajó a Galitzia e ingresó al monasterio de las Hermanas Basilianas en Slovita. El 21 de octubre de ese mismo año recibió el hábito monástico y adoptó el nombre religioso de Sofronía. Emitió sus primeros votos el 2 de diciembre de 1901. Posteriormente, fue trasladada a Leópolis (Lviv), y luego a Stanisławów (hoy Ivano-Frankivsk), donde durante dos años ejerció el cargo de prefecta.
El 1 de agosto de 1905 hizo la profesión solemne de votos perpetuos en Slovita, y en ese mismo lugar fue designada como socia de la maestra de novicias. Finalizó su educación secundaria en Leópolis en 1914. Continuó sus estudios universitarios en Leópolis (1915–1919) y en Zagreb (1919–1920). En 1928, presentó y aprobó con distinción el examen profesoral de filología clásica en Poznań. Desarrolló su labor docente como profesora de griego y latín en Leópolis. A partir de 1934, residió en el monasterio de Pidmykhailivtsi.

## Misión en Argentina
El 20 de agosto de 1939, las hermanas Sofronía Erdeli y Margarita Fendio, procedentes del monasterio basiliano de Pidmykhailivtsi, llegaron a la ciudad de Apóstoles, en la provincia argentina de Misiones, con el objetivo de trabajar entre los emigrantes ucranianos y colaborar con los misioneros basilianos.
Sofronía Erdeli se convirtió en la primera superiora del monasterio de las Hermanas Basilianas en Argentina. Desempeñó además las funciones de maestra de novicias y directora del internado vinculado al monasterio. Su labor fue tanto religiosa como educativa y cultural: enseñaba a los niños cantos litúrgicos, catecismo, labores manuales, bordado, costura, y organizaba grupos teatrales infantiles que ofrecían obras y conciertos. Durante las vacaciones escolares, la madre Sofronía y la madre Margarita recorrían las colonias ucranianas preparando a los niños para su Primera Comunión.
En 1943, Sofronía fundó nuevas casas religiosas en Ramos Mejía y Posadas, y en 1946, con autorización de la Santa Sede, trasladó el noviciado de Apóstoles a Berisso, donde continuó como superiora y maestra de novicias. Entre 1951 y 1954, residió en Roma, donde ocupó el cargo de Segunda Consejera General del Instituto. Tras su regreso a Argentina, fue elegida Primera Consejera Provincial y vicaria de la protoigumena (superiora provincial).

## Fallecimiento
Falleció el 14 de octubre de 1961 en un hospital de La Plata, y fue sepultada en la ciudad de Apóstoles.

## Proceso de beatificación
A petición oficial de las monjas basilianas de Argentina, el 20 de noviembre de 1989, la Sede Apostólica concedió el permiso ("Nihil obstat") para llevar a cabo el proceso de beatificación de Santa Sofronia Erdeli.